# US Open 2019 - Quad singolare
Dylan Alcott era il campione in carica, ma è stato sconfitto in finale da Andrew Lapthorne, che ha conquistato così il titolo, con il punteggio di 6–1, 6–0.

## Tabellone

### Legenda
| - Q = Qualificato - WC = Wild card - LL = Lucky loser | - ALT = Alternate - SE = Special Exempt - PR = Protected Ranking | - w/o = Walkover - r = Ritirato - d = Squalificato |

### Finale
|  | Finale |                  |                  |   |   |  |
|  |        |                  |                  |   |   |  |
|  | 1      | Dylan Alcott     | Dylan Alcott     | 1 | 0 |  |
|  |        | Andrew Lapthorne | Andrew Lapthorne | 6 | 6 |  |

### Round Robin
|    |                  | Alcott         | Wagner      | Lapthorne        | Barten   | RR V–S | Set V–S   | Game V–S    | Posizione |
| 1  | Dylan Alcott     |                | 6–0, 7–6(3) | 0–6, 7–6(3), 6–3 | 6–2, 6–0 | 3–0    | 6–1 (86%) | 38–23 (62%) | 1         |
| 2  | David Wagner     | 0–6, 36–7      |             | 1–6, 1–6         | 6–0, 6–1 | 1–2    | 2–4 (33%) | 20–26 (43%) | 3         |
|    | Andrew Lapthorne | 6–0, 36–7, 3–6 | 6–1, 6–1    |                  | 6–1, 6–3 | 2–1    | 5–2 (71%) | 39–19 (67%) | 2         |
| WC | Bryan Barten     | 2–6, 0–6       | 0–6, 1–6    | 1–6, 3–6         |          | 0–3    | 0–6 (0%)  | 7–36 (16%)  | 4         |

La classifica viene stilata in base ai seguenti criteri: 1) Numero di vittorie; 2) Numero di partite giocate; 3) Scontri diretti (in caso di due giocatori pari merito ); 4) Percentuale di set vinti o di games vinti (in caso di tre giocatori pari merito ); 5) Decisione della commissione.